# Dogu

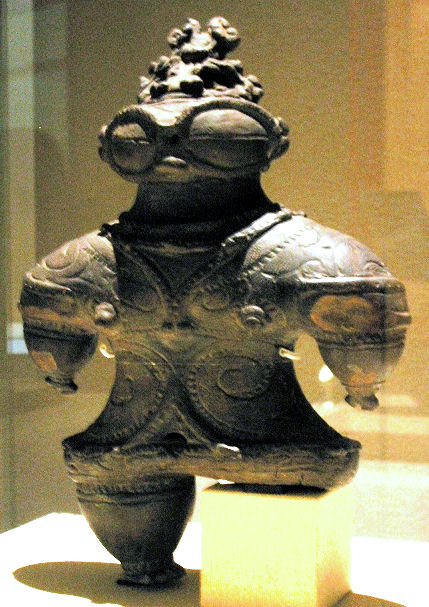
Shakōkidogū (土偶) (1000-400 v.Chr.), model met bolle ogen. Afbeelding uit het Nationaal museum van Tokio, Japan.

Dogū (土偶, te vertalen als "kleifiguur") zijn kleine humanoïde of dierlijke beelden, gemaakt tijdens de late Jomonperiode (14.000 v.Chr. – 400 v.Chr.) in het prehistorische Japan. 
De meeste humanoïde Dogū hebben de borsten, smalle polsen en brede heupen van een vrouw, en zijn vermoedelijk beeltenissen van godinnen. Ook hebben veel van de beelden grote buiken, wat kan duiden op zwangerschap. Dit kan erop duiden dat de godinnen die zij uitbeelden gezien werden als moedergodinnen. 
De Dogū zijn gemaakt van klei, en zijn niet echt realistische weergaven van mensen of dieren. Zo hebben ze erg grote gezichten, kleine armen en handen, en compacte lichamen. Sommigen lijken een primitief soort brillen te dragen of hartvormige gezichten te hebben. Verder hebben veel Dogū tekens op hun gezicht en borst, wat kan duiden op tatoeages. Hoewel Dogū in vele variaties bestaan, zijn bij het grote publiek de zogenaamde Shakōkidogū (遮光器土偶) het bekendst. Dit zijn Dogū met grote bolle ogen, wat een beetje doet denken aan de traditionele sneeuwbrillen van de Inuit.
Dogū zijn enkel afkomstig uit de Jomonperiode, en werden niet overgedragen naar de Yayoiperiode. De meeste Dogū zijn gevonden in Oost-Japan. 
Het exacte doel van de Dogū is tot op de dag van vandaag een raadsel. De meest gangbare theorie is dat ze als gisanten dienden voor mensen, of als middel om een ziekte of ongeluk te verdrijven. Veel van de gevonden Dogū waren bij hun vondst beschadigd. Er zijn maar weinig complete exemplaren gevonden. Van de beschadigde Dogū lijkt in de meeste gevallen deze beschadiging, zoals het ontbreken van een lichaamsdeel, opzettelijk te zijn veroorzaakt, mogelijk tijdens een ritueel.